# یاسر الشهرانی
یاسر الشهرانی (عربی: ياسر الشهراني؛ زاده ۲۵ مهٔ ۱۹۹۲) یک بازیکن فوتبال اهل عربستان است که در پست دفاع چپ یا مدافع میانی است.او هم اکنون در باشگاه فوتبال القادسیه در لیگ حرفه ای عربستان سعودی بازی میکند 

وی در جام جهانی قطر۲۰۲۲ در بازی عربستان-آرژانتین با برخورد به دروازه بان تیم ملی عربستان دچار آسیب دیدگی شدیدی شد که پس از مراجعه به بیمارستان و تصویربرداری از ناحیه صورت مشخص گردید که استخوان فک و صورت این بازیکن شکسته و باید سریعا زیر تیغ جراحی قرار بگیرد وی به همین دلیل جام جهانی قطر ۲۰۲۲ را از دست داد.